# 新西兰国家党
新西兰国家党（英語：New Zealand National Party），簡稱國家黨，是新西兰一个中间偏右的保守主义政党。国家党是紐西蘭当今的執政黨。

## 历史

紐西蘭國家黨前識別標誌

国家党创立于1936年，是当时新西兰的两个大党即改革党和自由党在选举中遭到重挫，惨败工党后所合并而来的。
然而这个新成立的政党很长一段时间之内仍处于颓势中。在1938年，国家党成立之后的第一个大选中，再次败给了工党。
直至国家党成立13年后，在1949年的大选中终于取得了胜利。国家党分別于1949－1957年、1960－1972年、1975－1984年、1990－1999年及2008年至2017年執政。

### 反对党：1999-2008

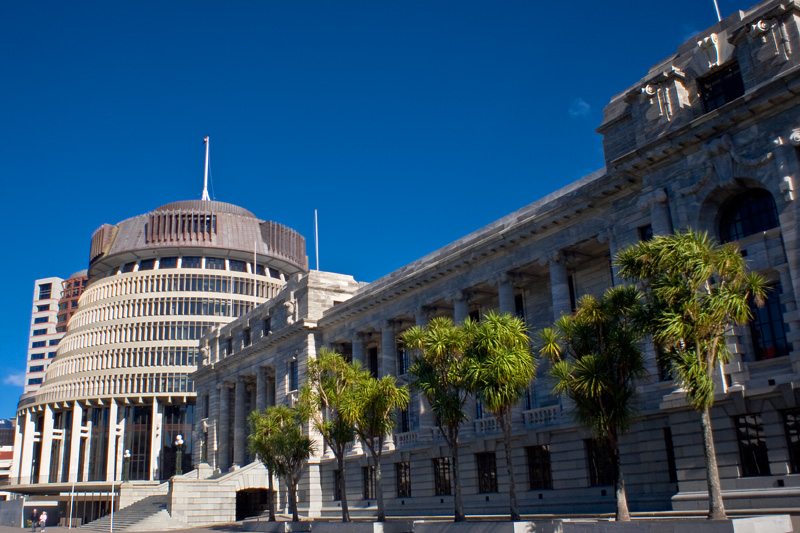
新西兰国会大厦

自从1999年由珍妮·希普利领导的国家党败给工党的海伦·克拉克之后，国家党是议会中最大的反对党。在2002年大选国家党遭遇惨败，只取得了120个席位中的27席。但在唐·布拉什担任党魁之后的2005年大选却有了长足的进步，取得了121个席位中的48席，只比工党少两席。因为缺少盟友，因此无法取得足够票数组成联合政府，继续作为反对党存在于议会中。
现时国家党的主要政策包括减税，减少社会福利开支，保证福利只提供给真正有需要的人，促进自由贸易，修复和保持新西兰和澳洲及西方国家的关系，並加強與亞太國家建立合作伙伴关系。

### 執政黨：2008-2017
2008年紐西蘭國家黨於國會選舉中獲勝，取得58席，在幾個小黨的支持下，重新成為執政黨。2011年、2014年大選成功連任。

### 反對黨：2017-2023
2017年新西兰大选，国家党虽然得票率第一并且远超第二名工党，但是由于新西兰从1996年采用了混合选举制，导致工党联合綠黨和優先黨组成联合政府逆袭国家党，造成了虽然得票第一但却成为了在野党。
受對手工黨施政得民心，及本黨內權鬥影響，三年後不但取不回執政權，得票更大幅減少，僅得33席。但在2023年大選獲得壓倒性勝利，取得超過40%的票數。

## 历届党魁
1. 亚当·汉密尔顿 (1936－1940)
2. 西德尼·霍兰 (1940－1957)
3. 基思·霍利奥克 (1957－1972)
4. 杰克·马歇尔 (1972－1974)
5. 罗伯特·马尔登 (1974－1984)
6. 吉姆·麦克莱 (1984－1986)
7. 詹姆斯·布伦丹·博尔格 (1986－1997)
8. 珍妮·希普利 (1997－2001)
9. 比爾·英格利希 (2001－2003)
10. 唐·布拉什 (2003－2006)
11. 约翰·基 (2006－2016)
12. 比尔·英格利希 (2016－2018)
13. 西蒙·布里奇斯（英语：Simon Bridges） (2018－2020)
14. 托德·穆勒（英语：Todd Muller）（2020）
15. 朱迪思·科林斯（2020－2022）
16. 克里斯托弗·盧克森 (2022－)